# 易寅亮
易寅亮（1917年—？），男，湖南湘乡人，中国雷达技术专家，曾任贵州都匀4110厂总工程师兼第一副厂长，桂林电子工业学院副院长。